# Sergio Valdeolmillos
Sergio Valeolmillos Moreno (Granada, 4 de abril de 1967) é um treinador de basquetebol profissional que atualmente dirige o Delteco GBC.

## Trajetória
1989-90 Oximesa Granada Juvenil. 
1990-91 El Monte Huelva 76 (Assistente)
1991-93 Andorra BC (Assistente)
1993-98 El Monte Huelva.
1998-01 Club Ourense Baloncesto
2002-03 CBC. Algeciras. 
2003-08 Club Baloncesto Granada
2008-09. Leche Rio Breogán
2013-14. Halcones Xalapa (México)
2015-16. Marinos de Anzoátegui (Venezuela).
2016-presente - Movistar Estudiantes

## Títulos e Honrarias

### Clubes

#### Club Baloncesto Huelva
- Campeão da LEB (1996-97)

#### Club Ourense Baloncesto
- Vice-campeão da LEB (1999-00)

#### Club Baloncesto Granada
- Vice-campeão da LEB (1999-00)
- Vice-campeão da Supercopa (2005)

### Seleções

#### México
- Medalha de Prata nos Jogos Pan-Americanos de Guadalajara 2011
- Medalha de Ouro no COCOBA de San Salvador (El Salvador) em 2013
- Medalha de Ouro na Copa América de 2013 em Caracas
- Medalha de Ouro no Centrobasket de Nayarit 2014